# Ferkessédougou
Ferkessédougou es un departamento de la región de Tchologo, Costa de Marfil. En mayo de 2014 tenía una población censada de 143 263 habitantes.
Se encuentra ubicado al norte del país, junto a la frontera con Burkina Faso y el río Bandama.